# Amandava subflava
Sporaeginthus subflavus là một loài chim trong họ Estrildidae.